# クロチクィー (キーウ州)
クロチクィー（ウクライナ語：Клочки́ ；意訳：「分地」）は、ウクライナのキーウ州ビーラ・ツェールクヴァ地区にある村。ローシ川河岸に位置する。1645年に創建された。面積は約0.4km²（2005年）。人口は132人（2005年）。